# Гуліані
Гуліані (груз. გულიანი) — село в Грузії.
За даними перепису населення 2014 року в селі проживає 397 осіб.